# Écrire pour ne pas mourir
Pistes de Écrire pour ne pas mourir
Vous m'avez tant aimée
Écrire pour ne pas mourir est une chanson d'Anne Sylvestre parue en 1985 dans l'album du même nom Écrire pour ne pas mourir.

## Historique
Anne Sylvestre écrit cette chanson alors qu'elle a fêté ses cinquante ans, et qu'elle suit une chimiothérapie. Mais elle tait ces circonstances difficiles : « Je sortais de quelques mois de chimiothérapie, mais je ne l'ai pas dit, car je ne voulais pas qu'on me plaigne. »
Elle revient sur sa vie où prime la création de chansons. « Inutile de préciser l’importance, salutaire et cruciale, de l’écriture dans l’existence de celle qui a sorti 22 albums (et 18 pour enfants). »
Elle interprète cette chanson, accompagnée par Maxime Leforestier à la guitare, dans l'émission Apostrophes en chansons le 26 décembre 1986.

## Thématique
Elle souhaite témoigner de l'importance de l'écriture des chansons pour laisser une trace et rester en vie.
« Quand je l’ai écrite, ce n’était pas juste une vue de l’esprit. C’était vraiment écrire pour vivre et littéralement ne pas mourir. Mais ça aurait fait trop testament si je l’avais mis dans mon Jubilé… Il y a des gens qui auraient pensé que j’allais arrêter… »

## Réception
Michèle Bernard précise : « Anne dit écrire "pour ne pas mourir, pour être égoïste", mais chez elle, ce n'est jamais nombriliste. Cela consiste à être en empathie avec les autres. »